# Tadeusz Rakoczy
Tadeusz Jan Rakoczy (ur. 30 marca 1938 w Gilowicach) – polski duchowny rzymskokatolicki, biskup diecezjalny bielsko-żywiecki w latach 1992–2013, od 2013 biskup senior diecezji bielsko-żywieckiej.
W 1963 został wyświęcony na prezbitera. Studiował na Papieskim Uniwersytecie Gregoriańskim i w Papieskim Instytucie Biblijnym, uzyskując licencjat z nauk biblijnych. Był prefektem w Wyższym Seminarium Duchownym Archidiecezji Krakowskiej. Razem z Józefem Kowalczykiem organizował polską sekcję Sekretariatu Stanu. W 1992 został mianowany pierwszym biskupem diecezjalnym diecezji bielsko-żywieckiej, który to urząd sprawował do 2013. W 2021 Stolica Apostolska, w wyniku przeprowadzonego dochodzenia dotyczącego sygnalizowanych zaniedbań hierarchy w prowadzeniu spraw o nadużycia seksualne niektórych podległych mu duchownych na szkodę osób małoletnich, podjęła wobec niego decyzje dyscyplinarne, m.in. zakazała uczestnictwa w jakichkolwiek celebracjach lub spotkaniach publicznych.

## Życiorys
Urodził się 30 marca 1938 w Gilowicach. W 1956 ukończył Liceum Ogólnokształcące im. Mikołaja Kopernika w Żywcu. Następnie przez rok był pracownikiem Bielskiego Przemysłowego Zjednoczenia Budowlanego. W latach 1957–1963 studiował w Wyższym Seminarium Duchownym w Krakowie. W trakcie studiów pełnił funkcję dziekana kleryków. Studia ukończył z magisterium z teologii w zakresie teologii biblijnej. Święceń prezbiteratu udzielił mu 23 czerwca 1963 w katedrze na Wawelu biskup Karol Wojtyła, wikariusz kapitulny archidiecezji krakowskiej. Inkardynowany został do archidiecezji krakowskiej. W latach 1964–1970 kontynuował studia teologiczne w krakowskim seminarium. Następnie wyjechał do Rzymu, gdzie studiował na Papieskim Uniwersytecie Gregoriańskim i w Papieskim Instytucie Biblijnym. Studia ukończył ze stopniem licencjata w dziedzinie nauk biblijnych.
W latach 1963–1964 pracował jako wikariusz w parafii Ofiarowania Najświętszej Maryi Panny w Wadowicach i jednocześnie kapelan w miejscowym szpitalu. W 1967 został prefektem krakowskiego seminarium. W latach 1976–1978 był duszpasterzem w jednej z rzymskich parafii. Posługę duszpasterską pełnił również wśród Polonii we Francji. W 1978 został pracownikiem przy Stolicy Apostolskiej, gdzie razem z Józefem Kowalczykiem organizował polską sekcję Sekretariatu Stanu, a następnie był jej pracownikiem. W tym samym czasie był także delegatem Metropolity Krakowskiego w Radzie Administracyjnej Fundacji Jana Pawła II. W 1979 został mianowany kapelanem honorowym, a w 1987 prałatem Jego Świątobliwości.
25 marca 1992 papież Jan Paweł II mianował go biskupem diecezjalnym diecezji bielsko-żywieckiej. Święcenia biskupie otrzymał 26 kwietnia 1992 w bazylice św. Piotra w Watykanie. Udzielił mu ich papież Jan Paweł II z towarzyszeniem kardynałów Franciszka Macharskiego, arcybiskupa metropolity krakowskiego, i Angela Sodano, sekretarza stanu Stolicy Apostolskiej. Ingres do katedry św. Mikołaja w Bielsku-Białej, w trakcie którego objął diecezję, odbył 9 maja 1992, natomiast do konkatedry w Żywcu 30 maja 1992. Jako zawołanie biskupie przyjął słowa „In aedificationem Corporis Christi” (Ku budowaniu Ciała Chrystusowego), pochodzące z Listu do Efezjan. W 1994 powołał Instytut Teologiczny im. św. Jana Kantego w Bielsku-Białej. 16 listopada 2013 papież Franciszek przyjął jego rezygnację z funkcji biskupa diecezjalnego diecezji bielsko-żywieckiej. Jednocześnie do czasu objęcia urzędu przez nowego biskupa zlecił mu pełnienie funkcji administratora apostolskiego diecezji.
Był współkonsekratorem podczas sakry biskupów bielsko-żywieckich: pomocniczego – Piotra Gregera (2011) i diecezjalnego – Romana Pindla (2014).
W 2019 do Stolicy Apostolskiej wpłynęło zgłoszenie dotyczące zaniedbań hierarchy w prowadzeniu spraw o nadużycia seksualne na szkodę osób małoletnich ze strony niektórych duchownych diecezji bielsko-żywieckiej. Zarzucono mu m.in., że w czasie gdy zarządzał diecezją nie podjął wymaganych działań po otrzymaniu zgłoszenia od mężczyzny twierdzącego, że jako ministrant był molestowany przez podległego hierarsze księdza, co zostało ocenione jako tuszowanie przypadków pedofilii. Diecezjalnym etapem dochodzenia, prowadzonego na podstawie motu proprio Vos estis lux mundi, kierował arcybiskup metropolita krakowski Marek Jędraszewski, a postępowanie ostatecznie objęło kwestię niedopełnienia obowiązków w prowadzeniu spraw dotyczących nadużyć seksualnych dwóch duchownych. 28 maja 2021 archidiecezja krakowska poinformowała, że w wyniku tego dochodzenia Stolica Apostolska zarządziła wobec niego: zakazy uczestnictwa w celebracjach, spotkaniach publicznych i zebraniach plenarnych Konferencji Episkopatu Polski, nakaz prowadzenia życia w duchu pokuty i modlitwy, a także wpłacenie darowizny na rzecz Fundacji św. Józefa, powołanej przez Konferencję Episkopatu Polski w celu przeciwdziałania nadużyciom seksualnym w Kościele katolickim.
W 2021 państwowa komisja ds. pedofilii złożyła do prokuratury zawiadomienie o podejrzeniu popełnienia przez niego (oraz innych biskupów: Romana Pindla, Piotra Gregera i kardynała Stanisława Dziwisza) przestępstwa niezawiadomienia organów ścigania o nadużyciach seksualnych na szkodę małoletnich, których w latach 1984–1989 miał się dopuścić ówczesny proboszcz parafii św. Marii Magdaleny w Międzybrodziu Bialskim. Prokurator odmówił wszczęcia postępowania w tej sprawie, uznając, że gdy hierarchowie mieli otrzymać informacje o tych czynach, nie istniał jeszcze prawny obowiązek zawiadomienia organów ścigania.

## Odznaczenia i wyróżnienia
W 2017 prezydent RP Andrzej Duda nadał mu Krzyż Komandorski Orderu Odrodzenia Polski. W 1983 został odznaczony portugalskim Krzyżem Oficerskim Orderu Infanta Henryka.
W 2018 otrzymał Odznakę Honorową Primus in Agendo.
W 2007 nadano mu honorowe obywatelstwo Oświęcimia, a w 2012 gminy Kęty, obydwa tytuły odebrano mu w 2021. W 2009 został wpisany do Księgi Zasłużonych dla Miasta Bielska-Białej, w 2021 zrzekł się tego tytułu.
W 2009 przyznano mu tytuł doktora honoris causa Akademii Techniczno-Humanistycznej w Bielsku-Białej.